# Mindszent (Miskolc)
Mindszent Miskolc határában, a 16–17. században létrejött korábbi, önálló település, amely 1880-tól ismét Miskolc része lett. Az egykori község nevét a Mindszenti templom, a Mindszenti temető és a Mindszent tér őrzi.

## Története

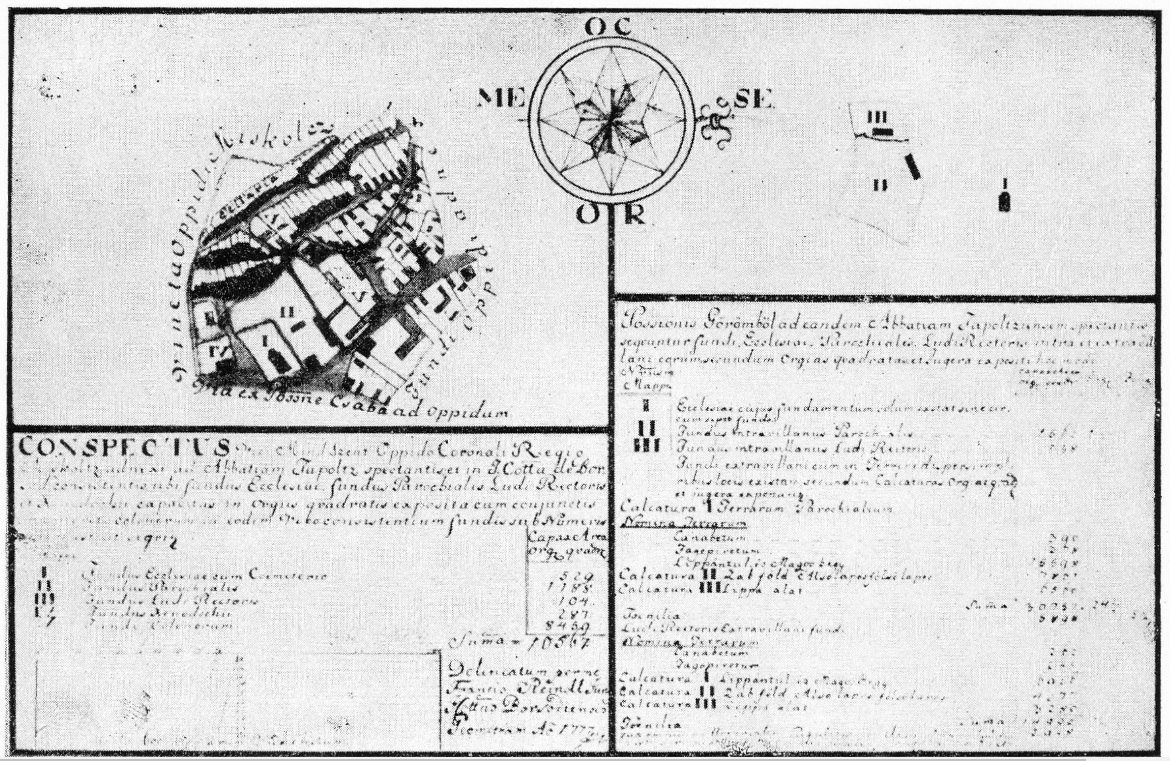
Mindszent első ismert térképe 1777-ből

Mindszent története szorosan összefügg a tapolcai apátság létével, illetve megszűnésével. A Miskolc nemzetség a 11. században Tapolcán építette fel temetkezési helyét, és még akkor is visszajártak ide temetkezni (a 14. századig), amikor a nemzetség több ágra szakadt és elkerültek a környékről. A Miskolcok Szent Péter és Szent Pál tiszteletére monostort is emeltek (1219-ben már állt, ekkor említette először okirat), ahol bencés szerzetesek tevékenykedtek. Az apátság mellett ispotály működött, amelynek fenntartását – miután egyházi tulajdonba ment át, a Miskolcok pedig csupán kegyúri jogaikat gyakorolhatták – az alapítványi földbirtokból származó jövedelem biztosította.
A 14. század elején a Miskolc-utódok elvesztették minden miskolci birtokukat, azokat I. Károly a Szécsi családnak adta. A változás még nem érintette a monostor szerzeteseinek életvitelét, munkálkodását. 1365-ben azonban I. Lajos király birtokcsere révén a birtok tulajdonosa lett, s Miskolcot több más településsel együtt a diósgyőri várhoz csatolta, egyúttal a kolostorok (a diósgyőri és a tapolcai) kegyura is a király lett. A következő időszakban a tapolcai monostor szépen fejlődött, Tapolca élén tekintélyes apátok álltak. Az apátsági gazdaság központja 1526-ig Tapolca volt. Ettől kezdve az apátot már nem a rendbéli szerzetesek közül választották, más egyházi személyek is megkaphatták az „apát-urasági” címet. Ettől kezdve az apátsági uradalom akár zálogba vagy bérbe adható lett. A hanyatlás II. Lajos halálát követően kezdődött: Mária királyné már korábban Oláh Miklós diósgyőri várnagy udvari papjának adományozta a tapolcai apáti címet, s mivel Mohács után Oláh Miklós Máriával együtt elhagyta az országot, csak levélben tájékozódhatott, illetve intézkedhetett az ügyben. Az apátságot 1532 és 1538 között több támadás is érte, elhagyottá vált, lassan elenyészett. A szerzetesek az apátság miskolci kúriájában (a mai Pannónia szálló helyén) kaptak elhelyezést és az avasi (akkor még) katolikus templomban teljesítettek szolgálatot. Ebben az időben, 1534 és 1562 között történt meg a reformáció győzelme Miskolcon, a bencések számára a koronauradalom bérlője, Fáncsy Borbála 1562-ben elfoglalta és renováltatta a romokban álló avasi templom mindszenti kápolnáját (1507-es adat szerint akkor már állt) és az ispotályt. Ez maradt a katolikusság egyetlen fellegvára a szinte teljesen reformátussá vált Miskolcon. A katolikus hívek a mindszenti kápolna körül, az avasi pincék között éltek és dolgoztak, és ettől az időponttól számíthatjuk Mindszent, a gyakorlatilag egyutcás (Mindszent utca), piciny település létrejöttét.
Az apátsági birtokok és tartozékok alakulásáról ezekből az évekből bőséges iratanyag áll rendelkezésre. Egy 1676-os szerződés részletezi a bérlet tárgyát: a Mindszent utcában lakó zsellérek, Görömböly falu jobbágyainak munkája, két majorsági szőlő, a tapolcai és görömbölyi szőlőhegyek dézsmája, Tapolcán és Jenkén erdő, Valkon morotva (halászó víz). 1717-es felmérés szerint a még mindig a tapolcai uradalom része, a mindszenti gazdaság legfontosabb része az apátsági kúria a Piac utcán, amelyben két, rácok (görögök) által bérelt üzlet működött. A kúria alatt borospince volt. Említést tesznek két szántóföldről, a Szentgyörgy-hegyen és a Ruzsin hegyen öt szőlőről. Az apátságé volt a város közepén álló, három köves Vágó-malom, és egy másik a Szinva alsóbb részén. A Mindszent utcán kétszintes ház és a kőből emelt templom is az apátság tulajdona volt. Ezt a templomot a rekatolizáció után, 1728-ban lebontották, és lerakták az új alapkövét. A mindszenti templomot 1744-ben szentelték fel, bár még nem készült el teljesen. Amikor 1857-ben Ferenc József megtekintette a templomot, biztosította az egyik torony költségeit, az egri érsek felajánlásából és a hívők adományaiból pedig megépült a másik is.
A falu legrégibb térképe 1777–78-ból ismert. Ekkor mintegy 45 (más forrás szerint 80) család, 296 lélek lakta, akik a templom és az ispotály szolgálatában álló káptalani jobbágyok, gazdálkodók voltak. A település területe 1841-ben 13 685 négyszögöl volt, 1869-ben 336 fő lakta. Miskolc már 1845-ben kérelmezte az egyesülést, de Mindszent vezetése hevesen tiltakozott ez ellen. Pazarlónak, basáskodónak nevezték a miskolci képviseletet, s szerintük a település tökéletesen képes az önállóságra (miközben valójában az élet legtöbb területén, közbiztonsági, tűzrendőri és más igazgatósági tekintetben is Miskolctól függött). 1876-ban aztán törvény született arról, hogy egyes összeépült települések akkor is egyesíthetők, ha abba a másik elöljáróság nem akarna beleegyezni. Amikor Miskolc 1877-ben megváltotta a korábban bérelt jogokat, építményeket, az önállósodás útjára lépett (akkor még sikertelenül). A felmérő biztosok, majd maga a város is javasolta Mindszent Miskolchoz csatolását. Ez 1880-ban valósult meg, és a későbbi események tükrében mondható, hogy Mindszent lett Nagy-Miskolc első, bár nem önként vállalt építőköve.
Mindszent mint önálló település – a miskolciak körében is – lassan feledésbe merült, emlékét a Mindszenti templom, a Mindszent tér és a Mindszenti temető neve őrzi. 2008-ban egy miskolci közgyűlési határozatban találkozhatunk a mindszenti településrész megnevezéssel, településrészi önkormányzatot és választókerületet rendelve hozzá. Határai jelentősen eltértek a történelmi Mindszentétől: nyugaton a Corvin és a Görgey utca, keleten a Király, északon és délen az Arany János, a Vörösmarty, a Dankó Pista utcák és a Népkert.
Mindszent híres szülöttei közé tartoznak Martin Károly (1835–1877) tűzoltóparancsnok, Martinkertváros névadója, valamint Szendrei János (1857–1927) történész, az első jelentős miskolci helytörténeti mű szerzője.